# Lekarsko-Dentystyczny Egzamin Końcowy

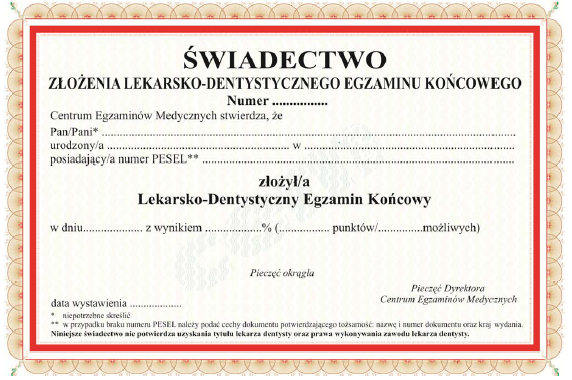
Świadectwo LDEK

Lekarsko-Dentystyczny Egzamin Końcowy (LDEK) – polski egzamin medyczny, do którego przystępują lekarze dentyści, konieczny do uzyskania pełnego prawa wykonywania zawodu lekarza dentysty (zamiast pisania pracy magisterskiej). Analogicznie, lekarze zdają Lekarski Egzamin Końcowy (LEK).
Terminy LDEK wyznacza się corocznie w dniach 1–14 września (sesja jesienna) i 1–14 lutego (sesja wiosenna).
Czas trwania egzaminu wynosi 4 godziny. Dla uzyskania pozytywnego wyniku egzaminu konieczne jest zdobycie co najmniej 56% maksymalnej liczby punktów z testu. Z początkiem roku 2013 LDEK  zastąpił Lekarsko-Dentystyczny Egzamin Państwowy – LDEP.

## Procedura dopuszczenia
W celu dopuszczenia do egzaminu zainteresowani – za pośrednictwem okręgowej rady lekarskiej – składają wniosek do Centrum Egzaminów Medycznych i jednocześnie rejestrują się na stronie internetowej CEM.
Bezwzględnym warunkiem dopuszczenia lekarza dentysty do egzaminu jest posiadanie ograniczonego prawa wykonywania zawodu lekarza (albo pełnego prawa wykonywania zawodu lekarza dentysty, jeżeli już je posiada). 
Zgodnie z przepisami do LDEK obecnie mogą przystąpić: 
- absolwenci studiów na kierunku lekarsko-dentystycznym,
- lekarze dentyści stażyści,
- lekarze dentyści posiadający pełne prawo wykonywania zawodu[3].

## Instytucje odpowiedzialne
Egzamin z mocy prawa przeprowadzany jest przez Centrum Egzaminów Medycznych w Łodzi we współpracy z wojewódzkimi centrami zdrowia publicznego.

## Formuła egzaminu
Sposób przeprowadzenia egzaminu jest precyzyjnie określony regulaminami porządkowymi Lekarskiego Egzaminu Końcowego i Lekarsko-Dentystycznego Egzaminu Końcowego. Lekarsko-Dentystyczny Egzamin Końcowy ma charakter testu jednokrotnego wyboru, który składa się z 200 zadań o charakterze pytań zamkniętych (pięć możliwych odpowiedzi, gdzie jedna jest prawidłowa). System skali ocen ma charakter zero-jedynkowy, tj. za każdą pozytywnie udzieloną odpowiedź kandydat otrzymuje: 1 punkt; za złą: 0 punktów, stąd maksymalnie można uzyskać 200 punktów. Następnie wyniki przeliczane są na udział procentowy.

## Tematyka
LDEK zawiera pytania z następującego zakresu kształcenia przeddyplomowego:
1. stomatologia zachowawcza z endodoncją – 46 pytań
2. stomatologia dziecięca – 29 pytań
3. chirurgia stomatologiczna – 25 pytań
4. protetyka stomatologiczna – 25 pytań
5. periodontologia – 20 pytań
6. ortodoncja – 20 pytań
7. medycyna ratunkowa – 10 pytań
8. bioetyka i prawo medyczne – 10 pytań
9. orzecznictwo lekarskie – 7 pytań
10. zdrowie publiczne – 8 pytań

Wśród pytań z zakresu stomatologii zachowawczej, stomatologii dziecięcej, chirurgii stomatologicznej, periodontologii i ortodoncji znajduje się co najmniej 25 pytań z dziedziny onkologii.